# Geschäftslage
Unter Geschäftslage versteht man in der Immobilienwirtschaft die Lage von Gewerbeimmobilien. Pendant bei Wohnimmobilien ist die Wohnlage.

## Allgemeines
Der Standort als Determinativkompositum ist der Ort, an welchem sich eine Immobilie geografisch befindet. Die Lage ist als Standortfaktor allgemein bei der Wertermittlung und speziell bei der Grundstücksbewertung von entscheidender Bedeutung. Sie ist der wesentlichste, nicht-materielle preis- und wertbeeinflussende Faktor. Standort und Lage sind keine Synonyme. Während jede Lage einen Standort hat, wird aus einem Standort erst eine Lage „durch die nutzungsspezifisch unterschiedlich zu beurteilenden Umfeldbedingungen und die sich im Zeitablauf ändernden Marktgegebenheiten …“. Dabei werden die Anforderungen an die Lage wesentlich durch die Nutzugsabsicht bestimmt.
In der Immobilienprojektentwicklung werden für die Errichtung einer Immobilie die drei Faktoren Kapital, Idee und Standort miteinander kombiniert. Während Idee und Kapital auch nach der Errichtung einer Immobilie noch als weitgehend variabel und beeinflussbar zu bezeichnen sind, ist eine einmal getroffene Standortentscheidung durch die hohen Transaktionskosten praktisch nicht mehr beeinflussbar. Der Standort ist mithin einer der wenigen, bei Immobilien nicht änderbaren Faktoren. Die Lage kann sich dagegen durch die Umgebung mittelfristig ändern.

## Klassifizierung
Deshalb muss die Lage einer Gewerbeimmobilie einer gründlichen Standortanalyse unterzogen werden. Für den Erfolg des Gewerbes (Ertragswert) an einem bestimmten Standort sind insbesondere folgende Kriterien von Bedeutung: Bevölkerungsentwicklung, Bevölkerungsstruktur, Kaufkraftpotenzial, Nachbarbebauung, vorhandene Parkplätze, Passantenfrequenz (im Handel), Straßenanschlüsse, Bahnhof, Hafen oder Flughafen (Industrie). Diese Kriterien können zu folgenden Lagebewertungen verdichtet werden:
- 1A-Lage
- 2A-Lage
- 1B-Lage
- 2B-Lage

Wesentliches Bewertungskriterium ist eine gute Lage. Gewerbeimmobilien in A-Lagen besitzen eine Passantenfrequenz von mehr als 10.000 Passanten/Stunde (etwa Fußgängerzonen), B-Lagen erreichen 40–75 % dieser Frequenz. Es ist zu vermuten, dass in der Straße, in der die höchste Passantenfrequenz besteht, die höchste Kaufkraft der Innenstadt herrscht. Hieraus lässt sich schließen, dass es sich dort um eine 1A-Lage handelt. Je geringer die Passantenfrequenz, umso schlechter ist die Lage einer Immobilie. Manche Autoren fügen bei Gewerbeimmobilien noch eine 1C-Lage für den am wenigsten attraktiven Standort hinzu, der eine Passantenfrequenz von unter 40 % der A-Lage aufweist. 
Gewerbeimmobilien sind bereits teilweise in Mischgebieten (§ 6 BauNVO) und urbanen Gebieten zulässig, dürfen aber dort das Wohnen nicht wesentlich stören. Kerngebiete dienen vorwiegend der Unterbringung von Handelsbetrieben sowie der zentralen Einrichtungen der Wirtschaft, der Verwaltung und der Kultur, aber auch dem Wohnen (§ 7 BauNVO). Bei reinen Gewerbegebieten unterscheidet man zwischen Gewerbegebieten mit ausnahmsweise zulässiger Wohnbebauung (§ 8 BauNVO) und Industriegebieten (§ 9 BauNVO).

## Preisbildung
Die Geschäftslage entscheidet wesentlich über die Höhe des Miet- oder Kaufpreises einer Gewerbeimmobilie. Bei der 1A-Lage wird dementsprechend für einen Laden der höchste, bei der 2B-Lage oder 1C-Lage der niedrigste Preis erzielt oder bezahlt. 

## Sonstiges
Umgangssprachlich bezeichnet man mit der Geschäftslage auch die wirtschaftliche Situation eines Unternehmens oder eines Wirtschaftszweigs.